# Caso Brito y Picatoste
El caso Brito y Picatoste fue un caso legal y policial catalán de huida de presos que protagonizaron en el año 2001 Manuel Brito Navarro y Francisco Javier Picatoste Arnaldo. Los dos criminales huyeron a raíz de un traslado hospitalario mientras estaban bajo custodia de los Mozos de Escuadra —disparándoles de gravedad— y asesinaron a un chico y violaron a su pareja durante el acto de fuga, entre otros delitos. Una vez capturados, la pena sumatoria impuesta a ambos condenados ascendió a los 158 años de cárcel, mientras que la Generalidad de Cataluña fue condenada como responsable civil subsidiaria a pagar 2,7 millones de euros a las víctimas y a sus familias.

## Perfil de los criminales y contexto penitenciario
Los antecedentes de ambos criminales perpetradores de la fuga del caso eran de una violencia muy significativa. Manuel Brito Navarro, nacido en 1966 y criado en el distrito barcelonés de Nou Barris, había sido previamente condenado a treinta años de cárcel por asesinar a la víctima de un robo que cometió con dos cómplices en 1996. Por otro lado, Francisco Javier Picatoste Arnaldo, nacido en 1967 y criado en el concejo asturiano de Mieres, había sido previamente condenado por varios robos en esta última localidad, Oviedo y en Barcelona.
Los dos presos coincidieron en la cárcel de Ponent de Lérida cumpliendo sus respectivas penas. Iniciaron una relación cada vez más cercana que les llevó a crear un proyecto de vida en libertad (teoría de la asociación diferencial, E. Sutherland). El más interesado en fugarse era Brito. En cambio, Picatoste tenía cerca la fecha de finalización de la pena. Juntos planearon la fuga de la cárcel y una serie de golpes que les permitieran obtener mucho dinero. Según las confesiones y las pruebas gráficas examinadas, ambos hombres establecieron una relación de ayuda mutua. Picatoste, en agradecimiento a la salida de una depresión, prometió a Brito que le ayudaría a escapar del centro penitenciario.

## Hechos
La pareja aprovechó un punto débil consistente en el traslado de encarcelados a centros de salud. Brito se provocó un traumatismo en el brazo que requirió examen radiológico, por lo que fue acompañado por una dotación de dos mozos de escuadra al Hospital Arnau de Vilanova. Era domingo 14 de octubre, y Picatoste estaba fuera de prisión por un permiso especial de salida que le fue concedido por la Administración de la Generalidad.
Picatoste y Brito pudieron hablar por teléfono durante unos días para coordinarse para el momento del asalto a los mozos. Tras el examen y enyesado del brazo de Brito, y segundos después de la salida del hospital, cuando los mozos se disponían a introducir al accidentado en el automóvil policial, Picatoste disparó contra ambos. Los reclusos hurtaron sus armas y huyeron en un coche que abandonaron en el barrio de Magraners de Lérida. Desde allí iniciaron una marcha a pie para no ser detectados por controles policiales.

### Inicio de la investigación policial
La investigación policial fue efectuada por el cuerpo de los Mozos de Escuadra en coordinación con la Guardia Civil y por otra parte Policía Nacional. Debido a la reciente implantación de los Mozos y progresiva asunción de competencias, la investigación del caso se llevó bajo gran presión política y mediática.
La familia y entorno de Brito permitió obtener pistas de los posibles destinos, escondrijos e intenciones de los fugados. Además, los investigadores aceptaron la ayuda de un confidente.
El dispositivo policial de búsqueda de los desaparecidos iniciado desde el momento de la fuga no dio frutos. El motivo era que los protagonistas, una vez abandonado el núcleo de la capital del Segriá, mientras evitaban núcleos urbanos, dormían poco durante el día y caminaban durante la noche.

### Ocultación en la sierra de Collserola
Gracias a la obtención de los números de teléfono móvil de los fugados y de algunos colaboradores, el equipo de comunicaciones de los Mozos acabó determinando la posición de los fugitivos en un sector de unos quince kilómetros cuadrados de la sierra de Collserola. Posteriormente se supo que habían recibido material y provisiones después de ser trasladados en automóvil hasta la cordillera. Los tres cuerpos policiales antes citados estuvieron vigilando los movimientos de los avitualladores que se citaban con Brito y Picatoste para entregarles ropa, comida, bebida y teléfonos móviles para comunicarse.

### Asesinato y violación durante la fuga
La noche del 13 de noviembre las temperaturas habían bajado de cero y los prófugos decidieron andar hasta encontrar un vehículo para cambiar de escondite. En la carretera de Sardañola, los dos prófugos se toparon con un coche parado con el motor encendido ocupado por una pareja que mantenía relaciones sexuales. En ese momento, ambos fugitivos se acercaron al vehículo enmascarados con un pasamontañas y armados con las pistolas que anteriormente habían robado. Picatoste se acercó hacia la puerta del conductor, y tras sus intentos fallidos de abrirla debido al cierre de esta, el chico que se encontraba en el vehículo pasó del asiento trasero al delantero con la intención de huir del lugar echando marcha atrás. En consecuencia, Brito comenzó a disparar al conductor hasta vaciar su cargador. Tras esto, con Picatoste al volante y Brito en la parte trasera con la pareja del hombre que acababan de asesinar, huyeron del lugar. Sin embargo, debido a que uno de los disparos anteriormente efectuados había impactado en la zona del radiador, el vehículo dejó de funcionar tras unos centenares de metros.
Para evitar que la chica confesara, Picatoste, mientras se quedaba vigilando que nadie los descubriese, mandó a Brito que se la llevara y la maniatara en un árbol cercano al lugar con unas bridas y un cuchillo para que posteriormente ella misma pudiese liberarse. Debido a la tardanza de su compañero, Picatoste decidió ir a por Brito, quien ese momento se encontraba atando a la chica. A raíz de sus sospechas, decidió preguntarle a su compañero si le había hecho algo, a lo que respondió que «solamente la había tocado y olido un poco». Sin embargo, las pruebas realizadas a la joven en un centro médico afirmaban que esta había sido víctima de una agresión sexual. Es desde ese momento que la relación entre Brito y Picatoste empezó a fragmentarse.

### Detención
La detención se produjo en la carretera de la Rabassada, en la bifurcación que lleva al parque del Tibidabo o a San Cugat del Vallés, y gracias a la estrecha colaboración con la Guardia Civil con la que, durante los últimos 25 días, se había establecido un intenso dispositivo de vigilancia de 24 horas formado por más de cien policías. La policía supo que la noche del 16 de noviembre una tercera persona se había citado con los dos delincuentes en un determinado punto de la montaña, lugar en el que, a la hora del encuentro, fueron sorprendidos por más de una docena de mozos del Grupo Especial de Intervención (GEI). No hubo incidentes ni disparos, aunque los fugados iban con armas.

## Juicio
El juicio por los delitos acumulados por la pareja se celebró del 23 de mayo al 2 de junio de 2005 en la Sección Tercera de la Audiencia de Barcelona. El fiscal solicitó penas que sumaban 93 años de cárcel para Brito y 72 para Picatoste. Se les acusaba de nueve delitos, entre ellos un asesinato consumado, dos en grado de tentativa, detención ilegal y, en el caso de Brito, violación. En el banquillo se sentaron también otras cinco personas acusadas de ayudarles en la huida y de ocultarles. Los juzgados que instruyeron el caso fueron el Juzgado de Instrucción número 3 de Lérida y el número 2 de Sardañola. El juzgado de Rubí tras tomarles declaración se inhibió a favor del de Sardañola.
La Sección Tercera del tribunal provincial de Barcelona afirmó que la Generalidad debería responder de los hechos como responsable civil subsidiaria.

### Condenas
Como consecuencia del juicio, las condenas impuestas fueron las siguientes: ambos acusados fueron condenados por los delitos de un asesinato consumado, dos intentos de asesinato a los dos agentes de los Mozos de Escuadra, robo con violencia, tenencia ilícita de armas y rotura de condena. A Manuel Brito, culpable también de una agresión sexual, le fueron impuestos otros quince años y medio de cárcel. En total, Brito fue condenado 76 años y dos meses y Picatoste a 62 años y ocho meses.
Respecto a los cinco cómplices juzgados por colaborar en la huida, el tribunal absolvió a dos e impuso penas menores —hasta un año y ocho meses de cárcel— a los otros tres.
En el documental de Crims (TV3) de febrero de 2020 se indica que Javier Picatoste murió de SIDA en prisión y que Brito cumplía condena en la cárcel de Brians 2, donde se le descubrió documentación de un borrador de proyecto para fugarse. Más adelante, llegó a ejercer de mediador en un conflicto entre reclusos y carceleros.
Pese a que la Audiencia de Barcelona en un principio absolvió a la Generalidad, a consecuencia del recurso de las víctimas el Tribunal Supremo de febrero de 2007 más adelante la declaró responsable civil subsidiaria de los delitos cometidos por los dos criminales, lo que obligó a pagar 2,7 millones de euros a las víctimas: los dos mozos, los familiares del chico asesinado y los familiares de la chica violada.

## Secuelas de las víctimas
Los dos mozos que recibieron los disparos durante el traslado resultaron heridos de tal gravedad que uno quedó parapléjico y al otro le quedó una bala alojada en la columna vertebral. El mozo que quedó parapléjico, en el momento del asalto armado estaba de prácticas y se le declaró no apto para el servicio como agente de los Mozos.